# Alestorm
Alestorm — шотландський хеві-метал гурт з міста Перт, що грає у стилях павер-метал та фолк-метал. Стиль в якому грає гурт, часто також називають «піратський-метал», проте самі музиканти визначають свій стиль як «Справжній шотландський піратський метал» (англ. True Scottish Pirate Metal).

## Історія

### Battleheart and origins (2004–2007)
Гурт був заснований у 2004 році в Перті, як Battleheart, студійний проєкт Крістофера Боуза і Гевіна Харпера. Спочатку задуманий, як стандартний пауер-метал-гурт, успіх пісні "Heavy Metal Pirates" переконав гурт назавжди прийняти піратську тематику і включити елементи фолк-металу в свою музику. Гевін і Крістофер записали і випустили два незалежних демо в 2006 році, які були добре прийняті місцевою метал-спільнотою.
Гурт почав виступати наживо у 2006 році у складі Боуза (вокал і клавішні), Харпера (гітари), Дені Еванса (бас) і Дага Свірчека (ударні). Пізніше того ж року Даг Сверчек покинув гурт, і його замінив Ян Вілсон. Після періоду бездіяльності, наприкінці 2007 року Battleheart відправили свої демо-записи на лейбл Napalm Records, і гурт одразу ж отримав пропозицію підписати контракт на запис.

### Alestorm (2007-2009)

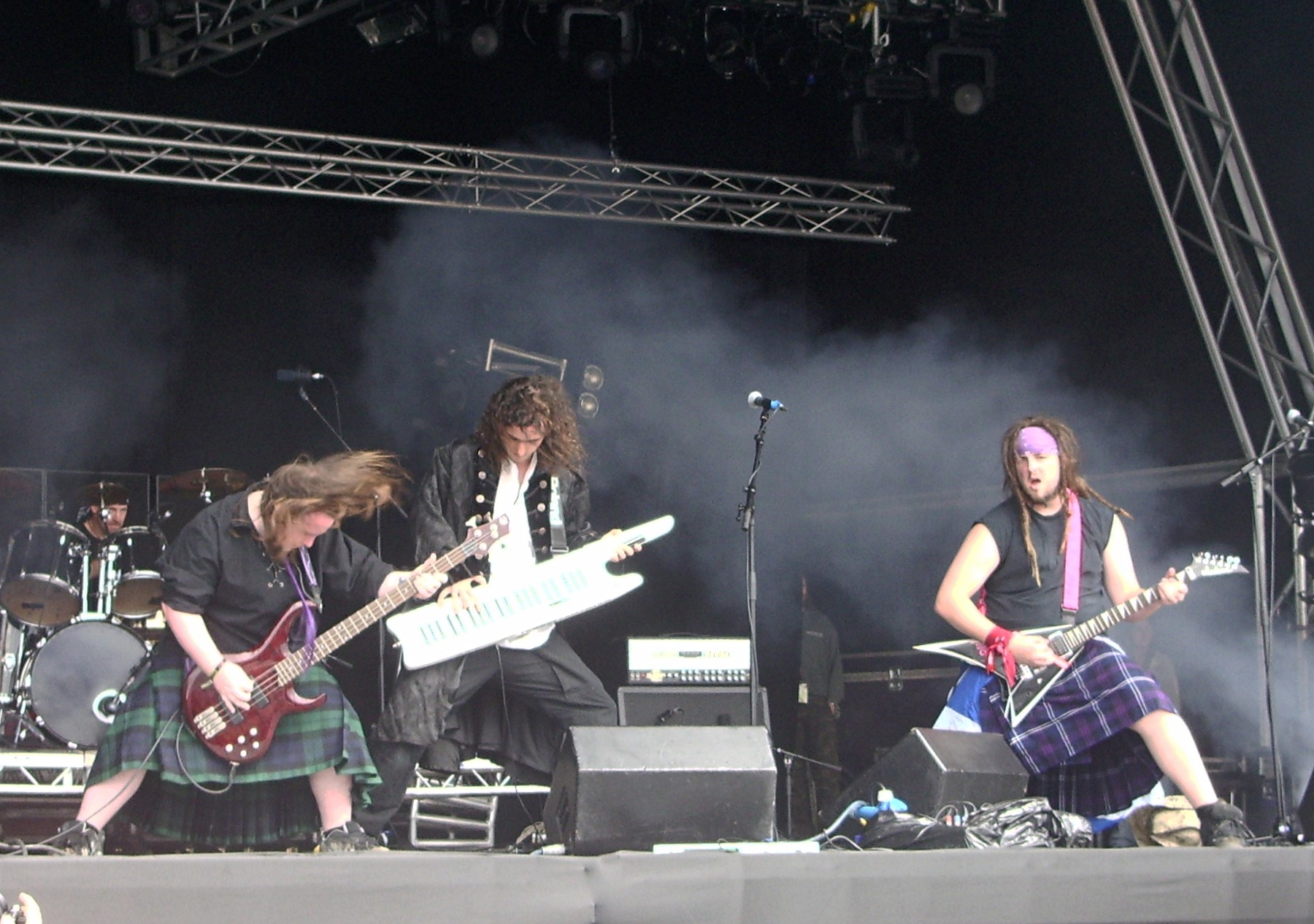
Виступ Alestorm у 2008 році

Після підписання контракту з лейблом Napalm Records гурт змінив назву з Battleheart на Alestorm. Їхній дебютний студійний альбом, Captain Morgan's Revenge, вийшов на початку 2008 року. У записі альбому взяв участь барабанщик гурту Incubator, Міго Вагнер, як сесійний барабанщик. Продюсером альбому також виступив гітарист Incubator Лассе Ламмерт.
У квітні 2008 року гурт випустив сингл "Heavy Metal Pirates". У червні 2008 року гурт покинув барабанщик Ян Вілсон, який пізніше повернувся у серпні того ж року. До вересня 2008 року гурт покинув гітарист Гевін Гарпер. Тім Шоу замінив Гарпера, але після короткого періоду гастролей був звільнений з гурту. Щоб заповнити місце гітариста, Дені Еванс змінив інструмент з бас-гітари на гітару, а Гарет Мердок з Waylander приєднався до гурту, як запасний басист.

### Black Sails at Midnight (2009 - 2014)
Другий студійний альбом гурту "Black Sails at Midnight" вийшов у травні 2009 року.  Альбом посів 60 місце в чарті GfK Entertainment. У березні 2010 року гурт покинув Ян Вілсон, якого замінив новий барабанщик Пітер Алкорн.
Третій альбом Alestorm, "Back Through Time" вийшов 3 червня 2011 року і став першою появою Пітера Алкорна у складі Alestorm.  Альбом досяг 42 місця в німецькому чарті альбомів. У жовтні 2011 року до гурту приєднався Еліот Вернон, який став клавішником і виконавцем вокалу в стилі скрімінг / дез-метал.

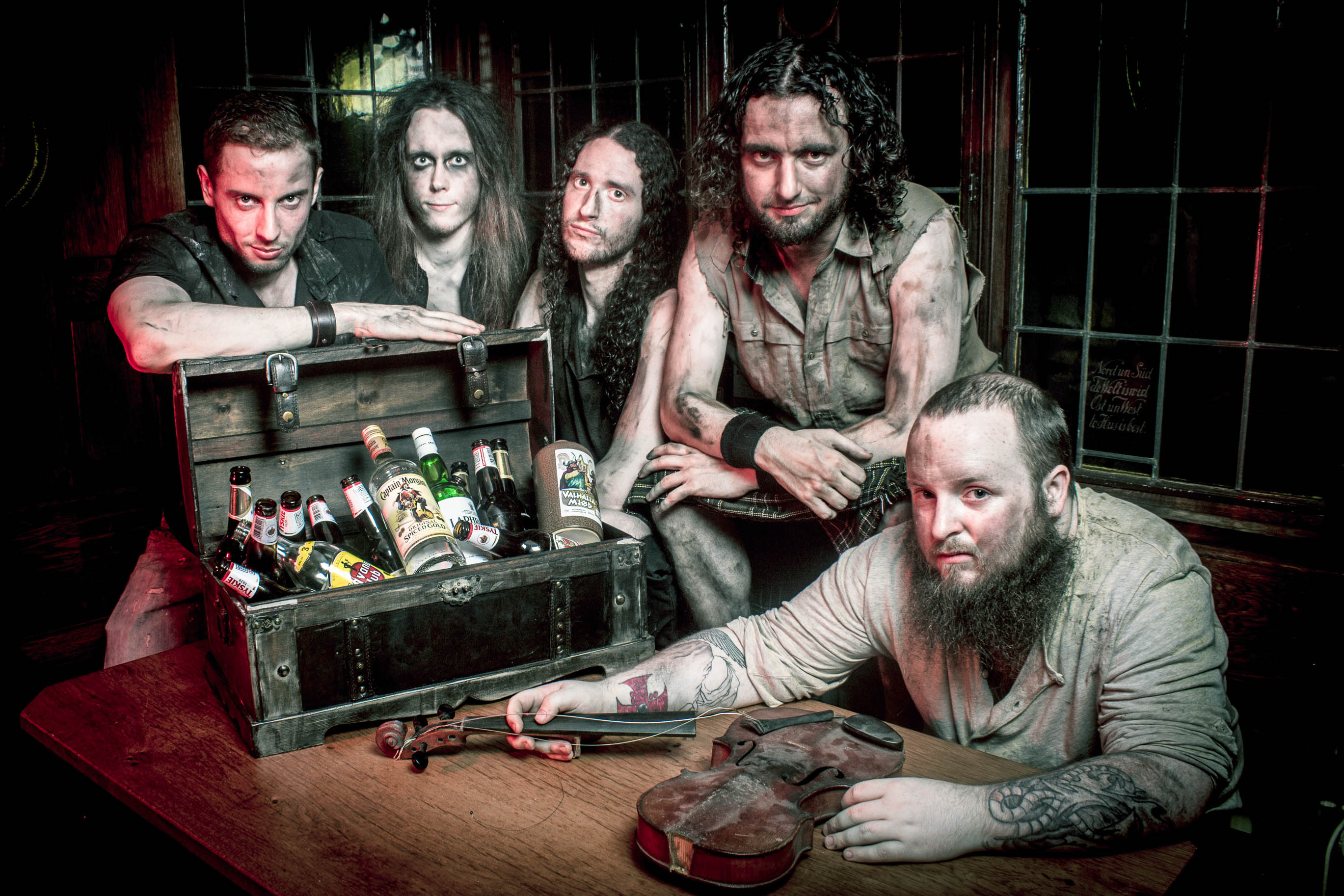
Alestorm в 2014 році

Гурт випустив свій четвертий альбом під назвою "Sunset on the Golden Age" 1 серпня 2014 року, досягнувши позиції №1 у британському рок-чарті.

### No Grave But the Sea (2015 - 2017)
Дені Еванс покинув гурт у квітні 2015 року і був замінений угорським гітаристом Мате Бодором з гурту Wisdom, який також був учасником Leander Kills.

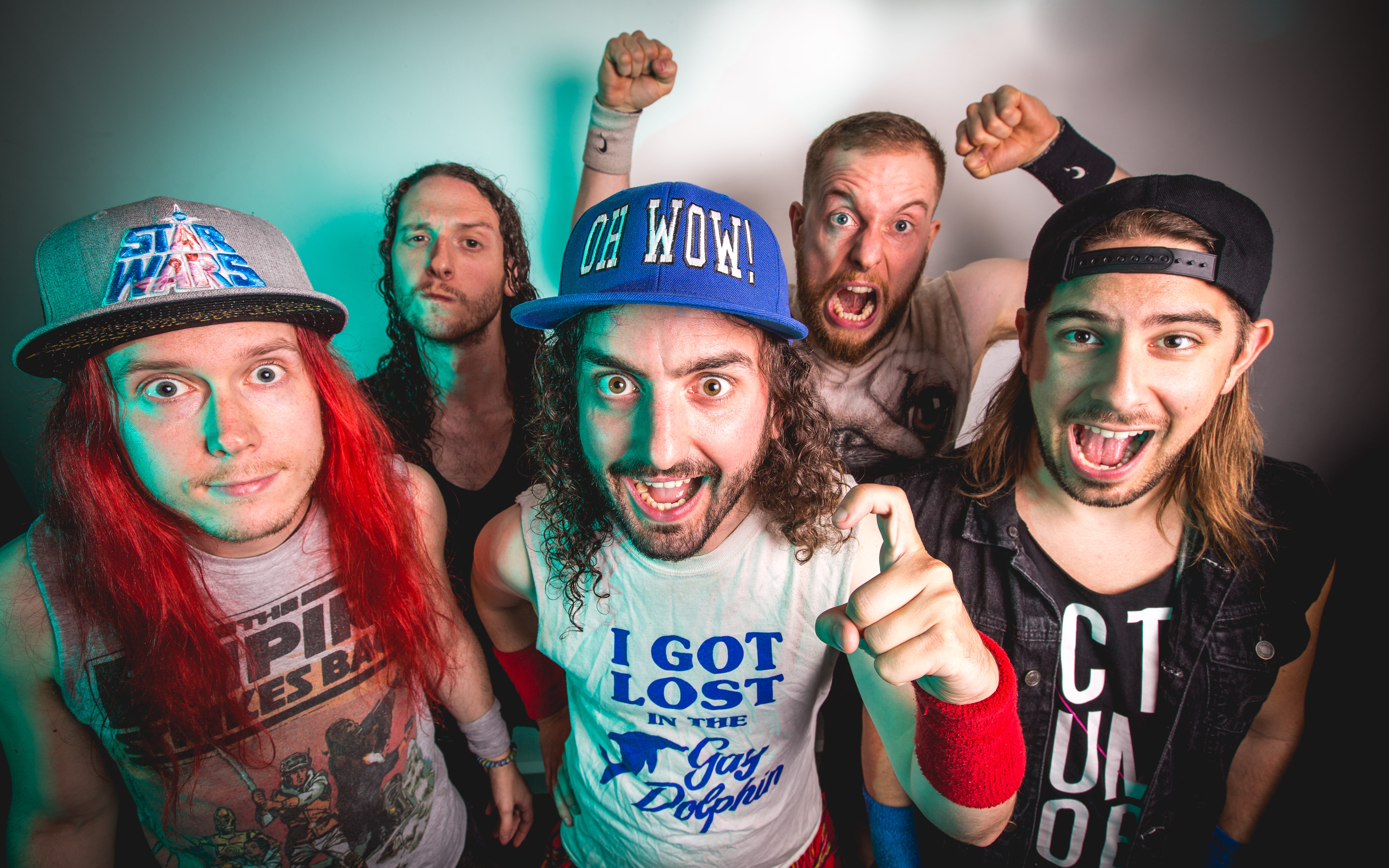
Alestorm у 2017 році

У жовтні 2016 року Крістофер Боуз оголосив під час концерту в рамках турне Super Smashed Turbo Tour, що гурт планує розпочати запис п'ятого студійного альбому в січні 2017 року. П'ята платівка під назвою "No Grave But the Sea" вийшла 26 травня 2017 року. Альбом посів перше місце в чарті Billboard's Top Heatseekers Albums.

### Curse of the Crystal Coconut (2020)
8 січня 2020 року гурт оголосив назву свого шостого студійного альбому "Curse of the Crystal Coconut". Реліз відбувся 29 травня 2020 року.
30 квітня гурт випустив міні-альбом під назвою "The Treasure Chest EP". До виходу альбому Alestorm випустили сингли "Treasure Chest Party Quest" 2 квітня 2020 року, "Tortuga" (feat. Captain Yarrface of Rumahoy) 23 квітня 2020 року і "Fannybaws" 14 травня 2020 року.
Четверта пісня альбому під назвою "Pirate Metal Drinking Crew" вийшла 29 травня 2020 року.  Альбом досяг піку на #68 в офіційному чарті альбомів Британії. Була випущена делюкс-версія альбому зі звичайним трек-листом, а також так звана "16th Century Version" для кожного треку. 6 серпня вийшов "The Wooden Box", який включав два бонус-треки на 7-дюймовому синглі - "Big Ship Little Ship" і "Bassline Junkie".

### Live in Tilburg (2021 - 2024)
28 травня 2021 року гурт випустив свій другий концертний альбом "Live in Tilburg".
16 січня 2022 року гурт оголосив, що увійшов до студії для запису свого сьомого студійного альбому «Seventh Rum of a Seventh Rum» . 31 січня 2022 року гурт випустив кліп на пісню «Zombies Ate My Pirate Ship», пісню з шостого альбому «Curse of the Crystal Coconut»  13 березня 2022 року гурт оголосив, що їхній сьомий студійний альбом буде випущений 24 червня 2022 року.  6 квітня 2022 року гурт випустив перший сингл «Magellan's Expedition».  4 травня 2022 року гурт випустив другий сингл «P.A.R.T.Y.».  1 червня 2022 року гурт випустив третій сингл «The Battle of Cape Fear River».  22 червня 2022 року гурт випустив четвертий сингл з альбому «Seventh Rum of a Seventh Rum».
У червні 2022 року гурт був розкритикований кількома джерелами за виступ у Тель-Авіві через триваючий ізраїльсько-палестинський конфлікт. Після того, як шанувальник написав їм у соціальних мережах повідомлення, в якому пояснив, що не може бути присутнім на концерті через ізраїльські блокпости, гурт відповів, що шанувальнику слід «прийти і випити RUM» [sic]. Це призвело до того, що дехто звинуватив гурт у применшенні серйозності ситуації та відбілюванні ізраїльських злочинів.
17 вересня 2023 року гурт анонсував майбутній міні-альбом під назвою «Voyage of the Dead Marauder», вихід якого заплановано на 2024 рік . 14 листопада 2023 року гурт оголосив дату виходу міні-альбому, призначивши реліз на 22 березня 2024 року.  14 лютого 2024 року гурт випустив нову кліп на пісню «Voyage of the Dead Marauder», лід-сингл з міні-альбому, кліп було записано за участі Patty Gurdy   21 березня 2024 року гурт Alestorm випустив нову пісню «Uzbekistan», другий сингл з міні-альбому.

### "The Thunderfist Chronicles" (2025)
4 березня 2025 року гурт оголосив про випуск свого восьмого студійного альбому - "The Thunderfist Chronicles". 23 квітня 2025 року гурт випустив перший сингл з альбому, «Frozen Piss 2».
20 травня 2025 року був випущений другий сингл з альбому, «Killed to Death by Piracy». 18 червня 2025 року був випущений третій сингл з альбому, «The Storm».
20 червня 2025 року гурт представив свій 8 студійний альбом "The Thunderfist Chronicles".

## Склад гурту

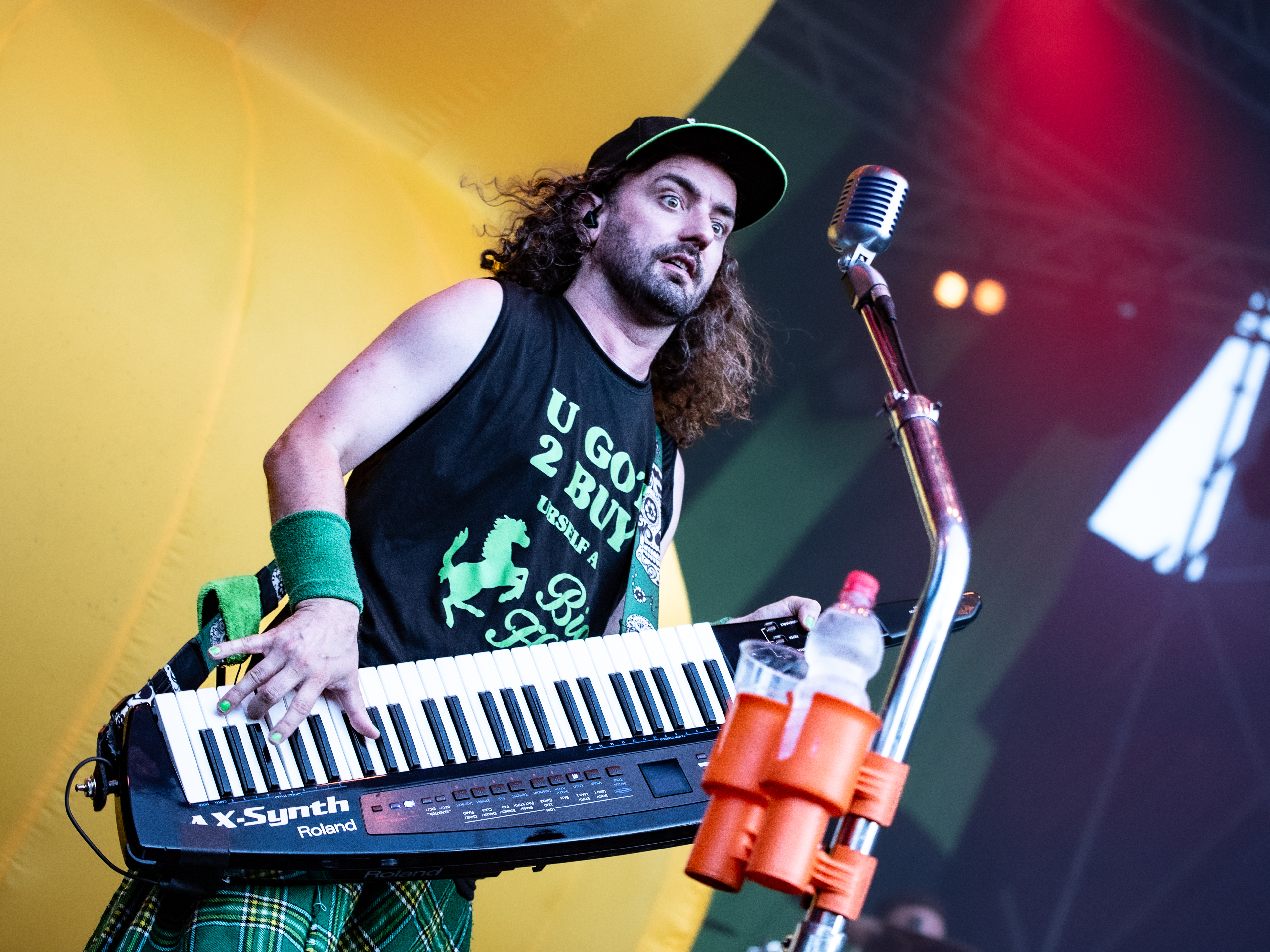
Крістофер Боуз

### Теперішній
- Крістофер Боуз - вокал, клавішні (2004 - теперішній час)
- Гарет Мердок - бас-гітара, бек-вокал (2008 - по теперішній час)
- Пітер Алкорн - ударні (2010 - дотепер)
- Елліот Вернон - клавішні, нечистий вокал, бек-вокал (2011 - дотепер)
- Мате Бодор - гітари, бек-вокал (2015 - дотепер)

### Колишні члени
- Гевін Харпер - гітари, ударні, перкусія, бек-вокал (2004-2008)
- Дені Еванс - бас-гітара (2006-2008), гітари (2008-2015), бек-вокал (2006-2015)
- Даг Сверчек - ударні (2006)
- Ян Вілсон - ударні, перкусія, бек-вокал (2007-2008, 2008-2010)
- Алекс Табіш - ударні (2008)
- Тім Шоу - гітари, бек-вокал (2008)

## Дискографія

### Студійні альбоми
| Рік  | Подробиці                                                                                                  | Чарти    | Чарти     | Чарти   | Чарти | Чарти     | Чарти  |
| Рік  | Подробиці                                                                                                  | Британія | Німеччина | Австрія | Heat. | Hard Rock | Indep. |
| ---- | --- | -------- | --------- | ------- | ----- | --------- | ------ |
| 2008 | Captain Morgan's Revenge - Release: 25 January 2008 - Label: Napalm - Formats: CD, цифрове завантаження    | -        | -         | -       | -     | -         | -      |
| 2009 | Black Sails at Midnight - Release: 27 травня 2009 - Label: Napalm - Formats: CD, цифрове завантаження      | -        | 60        | -       | 87    | -         | -      |
| 2011 | Back Through Time - Release: 3 червня 2011 - Label: Napalm - Formats: CD, цифрове завантаження             | 200      | 42        | -       | 23    | -         | -      |
| 2014 | Sunset on the Golden Age - Release: 1 серпня 2014 - Label: Napalm - Formats: CD, цифрове завантаження      | 68       | 26        | 39      | 7     | 20        | 32     |
| 2017 | No Grave But the Sea - Release: 26 травня 2017 - Label: Napalm - Formats: CD, цифрове завантаження         | 50       | 14        | 15      | 1     | 14        | 5      |
| 2020 | Curse of the Crystal Coconut - Release: 29 травня 2020 - Label: Napalm - Formats: CD, цифрове завантаження | 68       | 12        | 15      | -     | -         | -      |
| 2022 | Seventh Rum of a Seventh Rum - Release: TBA - Label: Napalm - Formats: CD, цифрове завантаження            |          |           |         |       |           |        |
| 2025 | The Thunderfist Chronicles                                                                                 |          |           |         |       |           |        |

### Міні-альбоми
| Рік  | Деталі |
| ---- | --- |
| 2006 | Battleheart - Release: 2006 - Label: Self-released - Formats: Download                                             |
| 2006 | Terror on the High Seas - Release: 2007 - Label: Self-released - Formats: Download                                 |
| 2009 | Leviathan - Release: 27 January 2009 - Label: Napalm Records - Formats: CD, Download                               |
| 2013 | In the Navy (The Village People cover) - Release: 18 November 2013 - Label: Napalm Records - Formats: Download, LP |

### Концертні альбоми
| Рік  | Деталі |
| ---- | --- |
| 2013 | Live at the End of the World - Release: 18 November 2013 - Label: Napalm Records - Formats: CD, LP, Download |

### Музичні відео
| Рік  | Пісня                                    | Альбом                   | Режисер     | Тип              | Посилання                                      |
| ---- | ---------------------------------------- | ------------------------ | ----------- | ---------------- | ---------------------------------------------- |
| 2009 | «Nancy the Tavern Wench»                 | Captain Morgan's Revenge | Unknown     | Live performance | [Архівовано 31 жовтня 2016 у Wayback Machine.] |
| 2009 | «Keelhauled»                             | Black Sails at Midnight  | Silvan Büge | Performance      | [Архівовано 6 травня 2016 у Wayback Machine.]  |
| 2011 | «Shipwrecked»                            | Back Through Time        | Ivan Colic  | Performance      | [Архівовано 14 травня 2016 у Wayback Machine.] |
| 2012 | «Death Throes of the Terrorsquid»        | Back Through Time        | Ivan Colic  | Narrative        | [Архівовано 6 травня 2016 у Wayback Machine.]  |
| 2013 | «In the Navy» (The Village People cover) | In the Navy EP           | Ivan Colic  | Tour footage     | [Архівовано 6 травня 2016 у Wayback Machine.]  |
| 2014 | «Drink»                                  | Sunset on the Golden Age | Ivan Colic  | Narrative        | [Архівовано 6 травня 2016 у Wayback Machine.]  |
| 2014 | «Hangover»                               | Sunset on the Golden Age | Lyric       |                  | [Архівовано 17 квітня 2016 у Wayback Machine.] |
| 2015 | «Magnetic North»                         | Sunset on the Golden Age | Narrative   |                  | [Архівовано 6 травня 2016 у Wayback Machine.]  |

### Compilation appearances
- With Us or Against Us (2007)
- Battle Metal V (2007), Metal Hammer
- Battle Metal VI (2008), Metal Hammer
- With Us or Against Us X (2008)
- Battle Metal VIII (2009), Metal Hammer
- Black Sails Over Europe (2009)
- Austrian Metal Alliance Vol. 1 (2011)